# Добромир (село)
Добромир (болг. Добромир) — село в Болгарии. Находится в Бургасской области, входит в общину Руен. Население составляет 1049 человек (2022).

## Политическая ситуация
В местном кметстве Добромир, в состав которого входит Добромир, должность кмета (старосты) исполняет Мехмед Хилми Мехмед (независимый) по результатам выборов.
Кмет (мэр) общины Руен — Дурхан Мехмед Мустафа (Движение за права и свободы (ДПС)) по результатам выборов.